# 德勒姆 (伊利諾伊州)
德勒姆（英語：Durham）是位於美國伊利諾伊州漢考克縣的一個非建制地區。該地的面積和人口皆未知。

## 地理
德勒姆的座標為40°35′48″N 91°05′23″W / 40.59667°N 91.08972°W，而該地的平均海拔高度為106米（即643英尺）。